# Задонский район
Задо́нский райо́н — административно-территориальная единица (район) и муниципальное образование (муниципальный район) в центре Липецкой области России.
Административный центр — город Задонск.

## География
Площадь — 1520 км² (по другой оценке 1503 км²). Район граничит с Лебедянским, Липецким, Хлевенским, Тербунским, Долгоруковским, Елецким районами Липецкой области.
Основные реки — Дон, Снова, Репец, Хмелинка, Каменка.
На территории района расположена часть заповедника Галичья Гора.

## История
Район образован 30 июля 1928 года в составе Центрально-Чернозёмной области (ЦЧО) (до 1930 входил в Елецкий округ). После разделения ЦЧО 31 декабря 1934 года вошёл в состав Воронежской, а 27 сентября 1937 года — во вновь образованную Орловскую область. После образования 6 января 1954 года Липецкой области включён в её состав.
1 февраля 1963 года город Задонск был передан в подчинение городу Елец, но уже 11 января 1965 года он был возвращён обратно.

## Население

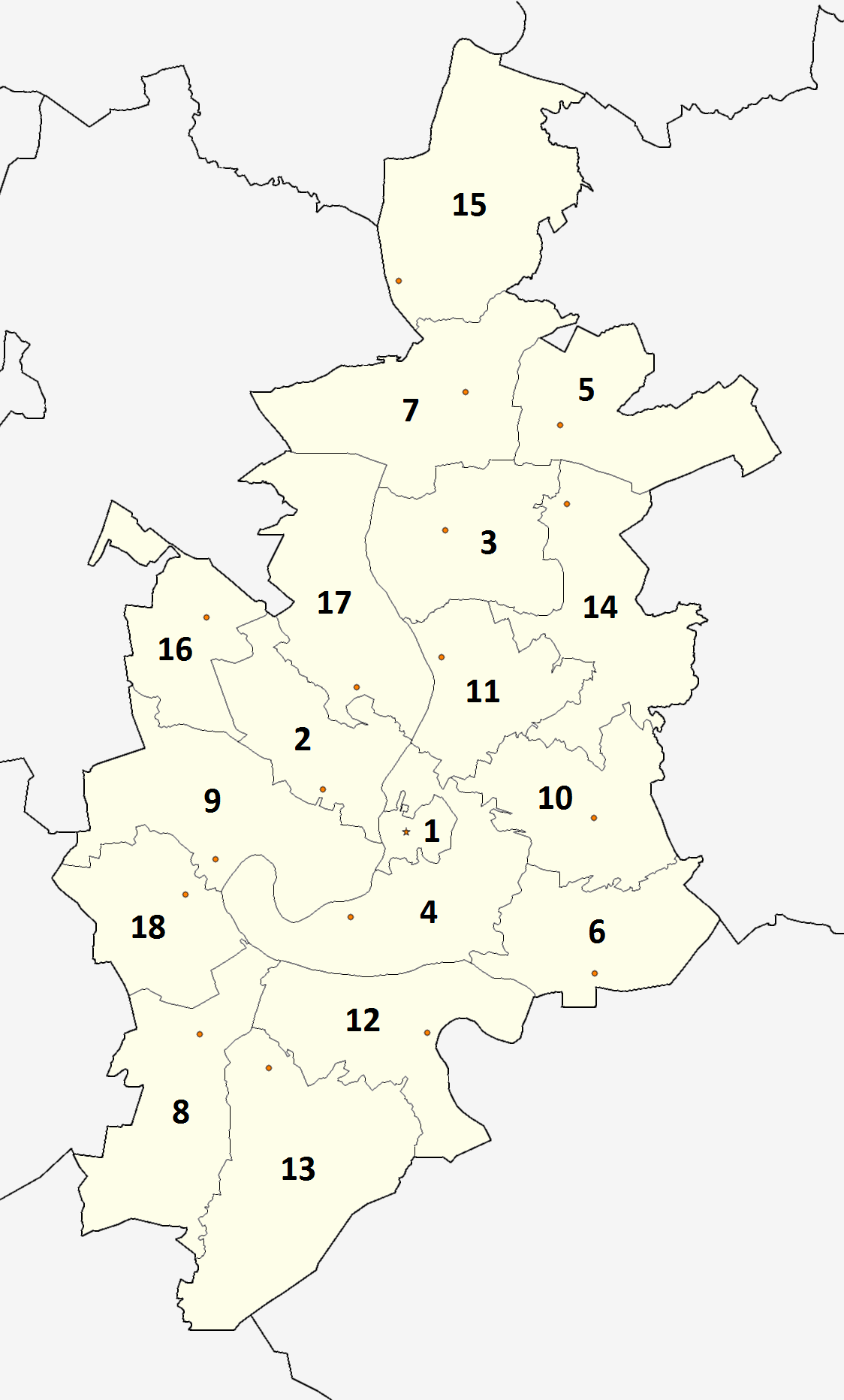
Поселения Задонского района

| 1939    | 1959    | 1970    | 1979    | 1989    | 2002    | 2006    | 2009    | 2010    |
| ------- | ------- | ------- | ------- | ------- | ------- | ------- | ------- | ------- |
| 62 801  | ↘47 442 | ↗51 476 | ↘43 120 | ↘39 281 | ↘37 244 | ↘35 400 | ↘35 153 | ↘34 959 |
| 2011    | 2012    | 2013    | 2014    | 2015    | 2016    | 2017    | 2018    | 2021    |
| ↘34 913 | ↘34 728 | ↗34 777 | ↗34 907 | ↗35 054 | ↗35 269 | ↗35 284 | ↘34 887 | ↘34 408 |

### Урбанизация
В городских условиях (город Задонск) проживают 28.73 % населения района.

### Национальный состав
По итогам переписи населения 2020 года проживали следующие национальности (национальности менее 0,1 % и другое, см. в сноске к строке «Другие»):
| Национальность | Численность, чел. | Доля     |
| -------------- | ----------------- | -------- |
| Русские        | 33 004            | 95,92 %  |
| Азербайджанцы  | 229               | 0,67 %   |
| Армяне         | 214               | 0,62 %   |
| Украинцы       | 143               | 0,42 %   |
| Узбеки         | 61                | 0,18 %   |
| Табасараны     | 41                | 0,12 %   |
| Молдаване      | 35                | 0,10 %   |
| Другие         | 681               | 1,97 %   |
| Итого          | 34 408            | 100,00 % |

## Административно-муниципальное устройство
Задонский район, в рамках административно-территориального устройства области, включает 18 административно-территориальных единиц, в том числе 1 город районного значения и 17 сельсоветов.
Задонский муниципальный район, в рамках организации местного самоуправления, включает 18 муниципальных образований, в том числе 1 городское и 17 сельских поселений:
| №        | Муниципальное образование   | Административный центр | Количество населённых пунктов | Население, чел. | Площадь, км² |
| -------- | --------------------------- | ---------------------- | ----------------------------- | --------------- | ------------ |
| 1e-06    | Городское поселение:        |                        |                               |                 |              |
| 1        | город Задонск               | город Задонск          | 1                             | ↗9887           | 12,58        |
| 1.000002 | Сельские поселения:         |                        |                               |                 |              |
| 2        | Болховской сельсовет        | село Болховское        | 7                             | ↘1583           | 63,48        |
| 3        | Бутырский сельсовет         | село Бутырки           | 2                             | ↘623            | 78,69        |
| 4        | Верхнеказаченский сельсовет | село Верхнее Казачье   | 5                             | ↗2783           | 99,79        |
| 5        | Верхнестуденецкий сельсовет | село Верхний Студенец  | 7                             | ↘1031           | 84,93        |
| 6        | Гнилушинский сельсовет      | село Гнилуша           | 4                             | ↘1706           | 73,21        |
| 7        | Донской сельсовет           | село Донское           | 9                             | ↘4893           | 101,51       |
| 8        | Калабинский сельсовет       | село Калабино          | 7                             | ↘709            | 95,83        |
| 9        | Каменский сельсовет         | село Каменка           | 10                            | ↗1632           | 104,49       |
| 10       | Камышевский сельсовет       | село Камышевка         | 11                            | ↘759            | 76,22        |
| 11       | Кашарский сельсовет         | село Кашары            | 5                             | ↘1460           | 61,63        |
| 12       | Ксизовский сельсовет        | село Ксизово           | 6                             | ↗897            | 91,04        |
| 13       | Ольшанский сельсовет        | село Ольшанец          | 11                            | ↗1112           | 127,28       |
| 14       | Рогожинский сельсовет       | село Рогожино          | 4                             | ↗846            | 94,07        |
| 15       | Скорняковский сельсовет     | село Скорняково        | 11                            | ↗1036           | 121,75       |
| 16       | Тимирязевский сельсовет     | посёлок Тимирязево     | 6                             | ↘510            | 59,59        |
| 17       | Хмелинецкий сельсовет       | село Хмелинец          | 12                            | ↘2068           | 94,20        |
| 18       | Юрьевский сельсовет         | село Яблоново          | 5                             | ↘873            | 65,08        |

## Населённые пункты
В Задонском районе 123 населённых пункта.
| №   | Населённый пункт     | Тип          | Население | Муниципальное образование   |
| --- | -------------------- | ------------ | --------- | --------------------------- |
| 1   | Алексеевка           | деревня      | 262       | Каменский сельсовет         |
| 2   | Алексеевка           | деревня      | 12        | Камышевский сельсовет       |
| 3   | Алексеевка           | деревня      | ↘38       | Ольшанский сельсовет        |
| 4   | Алисово              | село         | ↘173      | Юрьевский сельсовет         |
| 5   | Анненка              | деревня      | ↘38       | Донской сельсовет           |
| 6   | Апухтино             | деревня      | 12        | Болховской сельсовет        |
| 7   | Архангельское        | село         | ↘35       | Калабинский сельсовет       |
| 8   | Балахна              | село         | ↘313      | Ксизовский сельсовет        |
| 9   | Барымовка            | деревня      | 12        | Болховской сельсовет        |
| 10  | Бехтеевка            | деревня      | 8         | Ольшанский сельсовет        |
| 11  | Бехтеевка            | деревня      | 13        | Хмелинецкий сельсовет       |
| 12  | Болховское           | село         | 709       | Болховской сельсовет        |
| 13  | Большое Панарино     | деревня      | 160       | Каменский сельсовет         |
| 14  | Борки                | деревня      | 47        | Каменский сельсовет         |
| 15  | Бутырки              | село         | ↘497      | Бутырский сельсовет         |
| 16  | Верхнее Казачье      | село         | ↘412      | Верхнеказаченский сельсовет |
| 17  | Верхний Студенец     | село         | ↘543      | Верхнестуденецкий сельсовет |
| 18  | Весёлое              | деревня      | ↘10       | Рогожинский сельсовет       |
| 19  | Владимировка         | деревня      | 39        | Тимирязевский сельсовет     |
| 20  | Вороново             | деревня      | 0         | Тимирязевский сельсовет     |
| 21  | Гагарино             | село         | ↘48       | Скорняковский сельсовет     |
| 22  | Галичья Гора         | деревня      | 105       | Донской сельсовет           |
| 23  | Гнилуша              | село         | ↘1423     | Гнилушинский сельсовет      |
| 24  | Гудовка              | деревня      | 4         | Ольшанский сельсовет        |
| 25  | Даньшино             | деревня      | ↘87       | Гнилушинский сельсовет      |
| 26  | Дегтевое             | село         | ↘172      | Ольшанский сельсовет        |
| 27  | Дмитриевка           | деревня      | 3         | Верхнестуденецкий сельсовет |
| 28  | Дон                  | ж.д. станция | 241       | Донской сельсовет           |
| 29  | Донское              | село         | ↗3953     | Донской сельсовет           |
| 30  | Донское 1-е          | село         | ↘21       | Скорняковский сельсовет     |
| 31  | Донское 2-е          | село         | 16        | Скорняковский сельсовет     |
| 32  | Донской Рудник       | посёлок      | 418       | Донской сельсовет           |
| 33  | Задонск              | город        | ↗9887     | город Задонск               |
| 34  | Замятино             | село         | ↘117      | Ксизовский сельсовет        |
| 35  | Заречный Репец       | деревня      | ↗18       | Камышевский сельсовет       |
| 36  | Заря                 | деревня      | 40        | Ольшанский сельсовет        |
| 37  | Засновка             | деревня      | ↘62       | Ксизовский сельсовет        |
| 38  | Затишье              | деревня      | 96        | Каменский сельсовет         |
| 39  | Знаменка             | деревня      | 12        | Юрьевский сельсовет         |
| 40  | Знобиловка           | деревня      | 0         | Камышевский сельсовет       |
| 41  | Казинка              | деревня      | ↘13       | Верхнестуденецкий сельсовет |
| 42  | Казино               | село         | ↘349      | Верхнестуденецкий сельсовет |
| 43  | Калабино             | село         | ↘613      | Калабинский сельсовет       |
| 44  | Калинино             | село         | ↘99       | Скорняковский сельсовет     |
| 45  | Каменка              | село         | ↗238      | Каменский сельсовет         |
| 46  | Камышевка            | село         | 194       | Камышевский сельсовет       |
| 47  | Карлова Гора         | деревня      | 55        | Калабинский сельсовет       |
| 48  | Кашары               | село         | ↗1118     | Кашарский сельсовет         |
| 49  | Колесово 1-е         | деревня      | 315       | Хмелинецкий сельсовет       |
| 50  | Колесово 2-е         | деревня      | 31        | Хмелинецкий сельсовет       |
| 51  | Колодезная           | деревня      | 213       | Болховской сельсовет        |
| 52  | Колодезское          | посёлок      | 67        | Хмелинецкий сельсовет       |
| 53  | Котлеевка            | деревня      | 0         | Калабинский сельсовет       |
| 54  | Крутой Верх          | деревня      | 12        | Тимирязевский сельсовет     |
| 55  | Крюково              | деревня      | 297       | Каменский сельсовет         |
| 56  | Ксизово              | село         | ↘382      | Ксизовский сельсовет        |
| 57  | Лашина Дача          | деревня      | 1         | Скорняковский сельсовет     |
| 58  | Лебедево             | деревня      | 0         | Скорняковский сельсовет     |
| 59  | Ленинка              | деревня      | 5         | Хмелинецкий сельсовет       |
| 60  | Ливенская            | деревня      | 335       | Болховской сельсовет        |
| 61  | Липовка              | село         | 44        | Хмелинецкий сельсовет       |
| 62  | Лозовая              | деревня      | 43        | Калабинский сельсовет       |
| 63  | Локтево              | деревня      | 145       | Каменский сельсовет         |
| 64  | Лукошкинский         | посёлок      | 173       | Донской сельсовет           |
| 65  | Малое Панарино       | деревня      | 170       | Болховской сельсовет        |
| 66  | Марьино              | деревня      | 21        | Камышевский сельсовет       |
| 67  | Матюшкино            | деревня      | 48        | Донской сельсовет           |
| 68  | Мирное               | село         | 371       | Кашарский сельсовет         |
| 69  | Мирный               | посёлок      | 31        | Скорняковский сельсовет     |
| 70  | Миролюбовка          | деревня      | 107       | Болховской сельсовет        |
| 71  | Мухино               | деревня      | 54        | Ксизовский сельсовет        |
| 72  | Невежеколодезное     | деревня      | 72        | Хмелинецкий сельсовет       |
| 73  | Немерзь              | деревня      | 23        | Камышевский сельсовет       |
| 74  | Нережа               | село         | ↘121      | Юрьевский сельсовет         |
| 75  | Нечаевка             | деревня      | ↗72       | Кашарский сельсовет         |
| 76  | Нечаево              | деревня      | 229       | Хмелинецкий сельсовет       |
| 77  | Нижнее Казачье       | село         | ↘379      | Верхнеказаченский сельсовет |
| 78  | Никольское           | село         | ↘75       | Верхнестуденецкий сельсовет |
| 79  | Новая Воскресеновка  | деревня      | ↘35       | Гнилушинский сельсовет      |
| 80  | Новопокровка         | деревня      | ↘31       | Ольшанский сельсовет        |
| 81  | Новоселье            | деревня      | 27        | Донской сельсовет           |
| 82  | Ольшанец             | село         | ↘315      | Ольшанский сельсовет        |
| 83  | Освобождение         | посёлок      | 360       | Ольшанский сельсовет        |
| 84  | Павловка             | деревня      | 318       | Хмелинецкий сельсовет       |
| 85  | Паниковец            | село         | ↗362      | Каменский сельсовет         |
| 86  | Патриаршая           | ж.д. станция | 145       | Донской сельсовет           |
| 87  | Петрово              | деревня      | ↘0        | Ольшанский сельсовет        |
| 88  | Писаревка            | деревня      | 19        | Ольшанский сельсовет        |
| 89  | Полибино             | деревня      | 130       | Хмелинецкий сельсовет       |
| 90  | Поповка              | деревня      | 11        | Камышевский сельсовет       |
| 91  | Проходня             | деревня      | 0         | Кашарский сельсовет         |
| 92  | Репец                | село         | ↘500      | Камышевский сельсовет       |
| 93  | Ржавец               | село         | ↘21       | Рогожинский сельсовет       |
| 94  | Рогожино             | село         | ↘457      | Рогожинский сельсовет       |
| 95  | Рублевка             | деревня      | ↘81       | Калабинский сельсовет       |
| 96  | Секретаровка         | деревня      | 0         | Тимирязевский сельсовет     |
| 97  | Семёновка            | деревня      | ↘0        | Калабинский сельсовет       |
| 98  | Сергиевка            | деревня      | 9         | Кашарский сельсовет         |
| 99  | Синявка              | деревня      | ↘140      | Бутырский сельсовет         |
| 100 | Скорняково           | село         | ↘579      | Скорняковский сельсовет     |
| 101 | Соловьёвка           | деревня      | 11        | Ксизовский сельсовет        |
| 102 | Софиевка             | деревня      | ↘28       | Верхнестуденецкий сельсовет |
| 103 | Старая Воскресеновка | деревня      | ↘170      | Гнилушинский сельсовет      |
| 104 | Степановка           | деревня      | 19        | Верхнестуденецкий сельсовет |
| 105 | Страховка            | деревня      | 14        | Камышевский сельсовет       |
| 106 | Студеновка           | деревня      | 106       | Хмелинецкий сельсовет       |
| 107 | Сцепное              | село         | ↘210      | Ольшанский сельсовет        |
| 108 | Тешевка              | деревня      | ↘460      | Верхнеказаченский сельсовет |
| 109 | Тимирязево           | посёлок      | 157       | Тимирязевский сельсовет     |
| 110 | Тростяное            | село         | ↘93       | Скорняковский сельсовет     |
| 111 | Туляны               | деревня      | 0         | Каменский сельсовет         |
| 112 | Тюнино               | село         | ↗550      | Верхнеказаченский сельсовет |
| 113 | Улусарка             | ж.д. станция | 312       | Тимирязевский сельсовет     |
| 114 | Успеновка            | деревня      | 77        | Каменский сельсовет         |
| 115 | Уткино               | село         | ↘978      | Верхнеказаченский сельсовет |
| 116 | Фаустово             | деревня      | 12        | Скорняковский сельсовет     |
| 117 | Хмелинец             | село         | 1055      | Хмелинецкий сельсовет       |
| 118 | Черниговка           | село         | ↘235      | Рогожинский сельсовет       |
| 119 | Чёрный Колодезь      | деревня      | 17        | Скорняковский сельсовет     |
| 120 | Шубинка              | деревня      | 12        | Камышевский сельсовет       |
| 121 | Южевка               | деревня      | 0         | Камышевский сельсовет       |
| 122 | Юрьево               | село         | ↘343      | Юрьевский сельсовет         |
| 123 | Яблоново             | село         | 366       | Юрьевский сельсовет         |

## Официальные символы района
Герб Задонского района утверждён решением Задонского районного Совета депутатов № 21 от 9 января 2004 года.
Флаг Задонского района утверждён решением Задонского районного Совета депутатов № 20 от 9 января 2004 года.

## Экономика
Задонский район по своему профилю сельскохозяйственный. На территории района выращивают зерновые, сахарную свёклу, подсолнечник, кукурузу. ОАО АПО «Аврора» и хлебозавод занимаются переработкой сельскохозяйственных продуктов.
Действует завод по разработке тугоплавкой глины, разрабатываются залежи известняка в селе Донское.
В 2006 году в районе была создана особая экономическая зона регионального уровня туристско-рекреационного типа «Задонщина». Предпосылками создания зоны послужили большое количество памятников истории и живописная природа района.

## Транспорт
Через район проходит автомагистраль «Дон», соединяющая центр России с южными регионами. Имеется три железнодорожные станции — Улусарка, Дон и Патриаршая.
Населённые пункты Задонского района соединены автобусным сообщением с районным и областным центром. Также через автостанцию «Задонск» следуют транзитные автобусы на Воронеж, Москву, Тулу, Орёл, Калугу, Елец, Новомосковск.

## Известные жители
- Грушецкий, Александр Фёдорович (род. 17.10.1854) — генерал-майор, генерал-губернатор Тамбова, член совета Главного управления Госуд. коннозаводства.
- Грушецкий, Фёдор Александрович (род. 1798) — Полковник, кавалер ордена Св. Георгия, участник войны 1812 года.
- Комов, Фёдор Александрович (род. 1923) — командир отделения связи в годы Великой Отечественной войны, полный кавалер ордена Славы.
- Тихон Задонский (1724—1783) — церковный деятель, иерарх (епископ Воронежский и Елецкий) и богослов, крупнейший православный религиозный просветитель XVIII века. Канонизирован Русской церковью в лике святителей, почитается как чудотворец.
- Горбунов, Николай Иванович (1918—1944) — летчик, Герой Советского Союза.

## Археология
- Стоянка Гагарино эпохи верхнего палеолита, относящаяся к граветтской культуре, находится на северной окраине села Гагарино[26].
- Финальнопалеолитическая стоянка Замятино 14, по кремнёвой технике относящаяся к кругу граветтских памятников, находится в историко-географическом районе Острая Лука (излучина реки Дон возле города Задонска) восточнее села Замятино[27][28].
- Поселение и могильник Ксизово 6 находится на южной окраине села Ксизово при впадении реки Снова в Дон. Слои поселения датируются второй половиной VI тыс. до н. э. — I тыс. нашей эры[29].
- Поселение Ксизово-1 среднедонской катакомбной культуры находится на размываемом крае первой террасы левого берега реки Снова и датируется XXIV—XXIII вв. до нашей эры[30].

## Фотогалерея

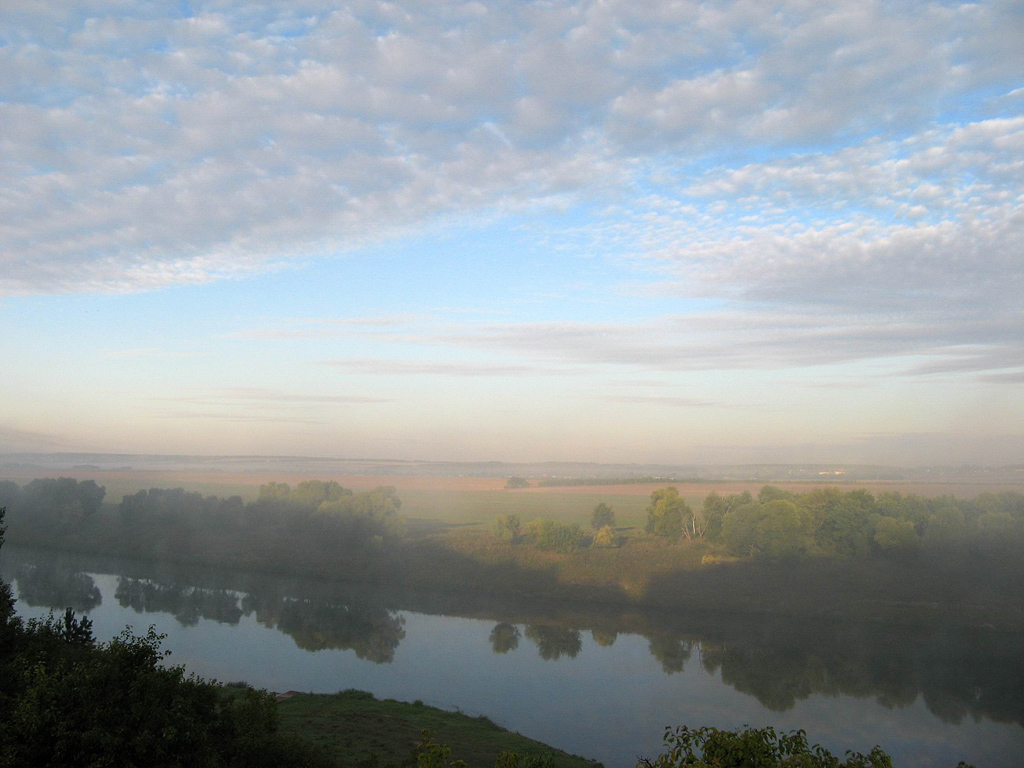
Первый осенний рассвет
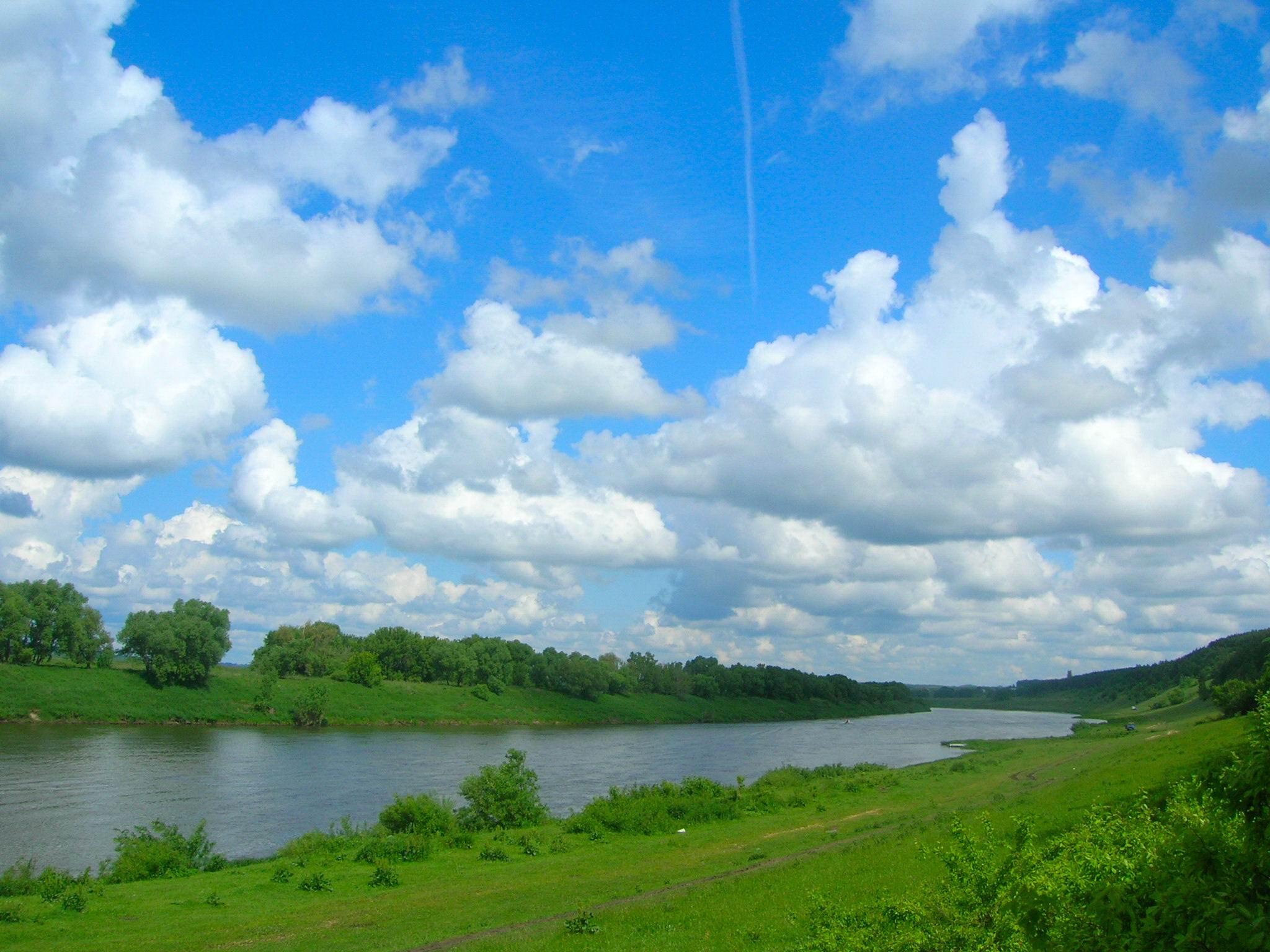
Облака над Доном
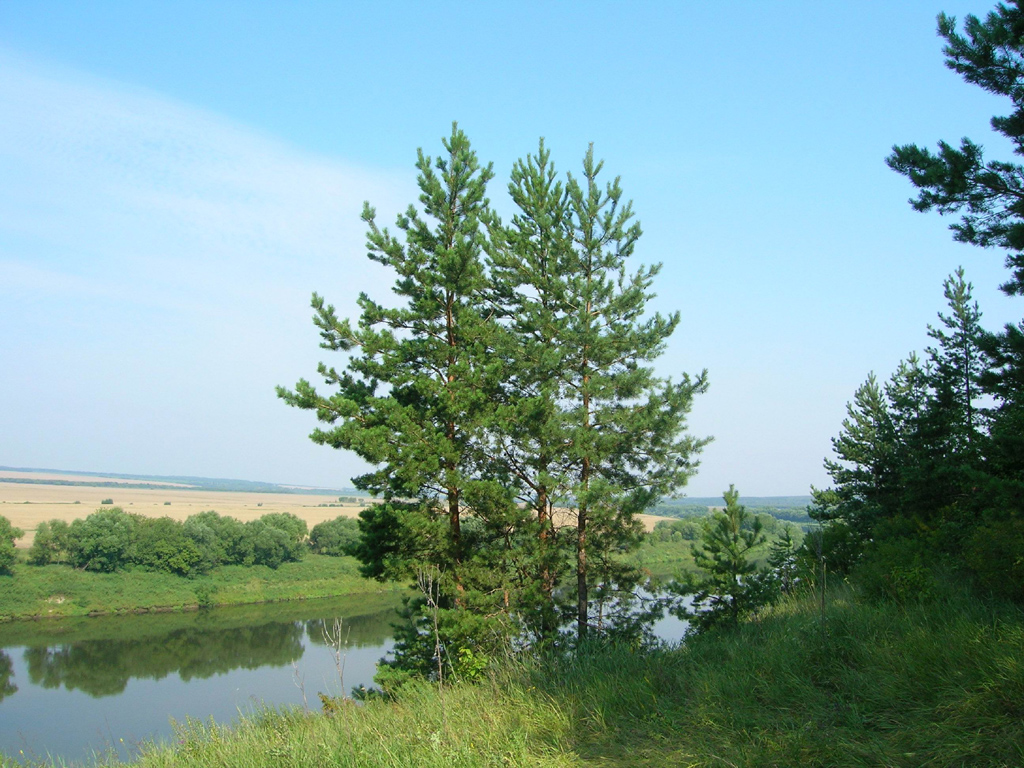
Сосны на Донском берегу
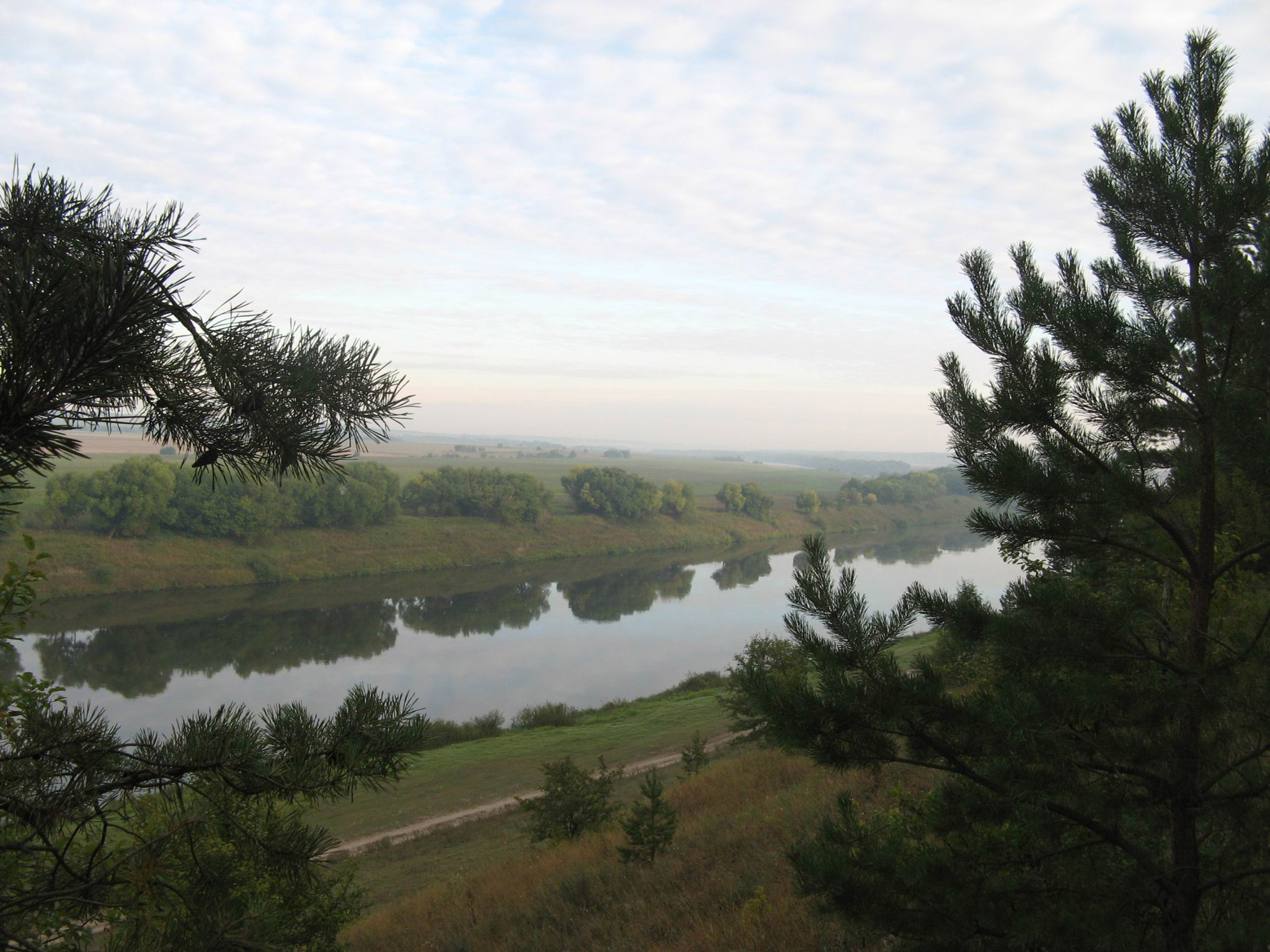
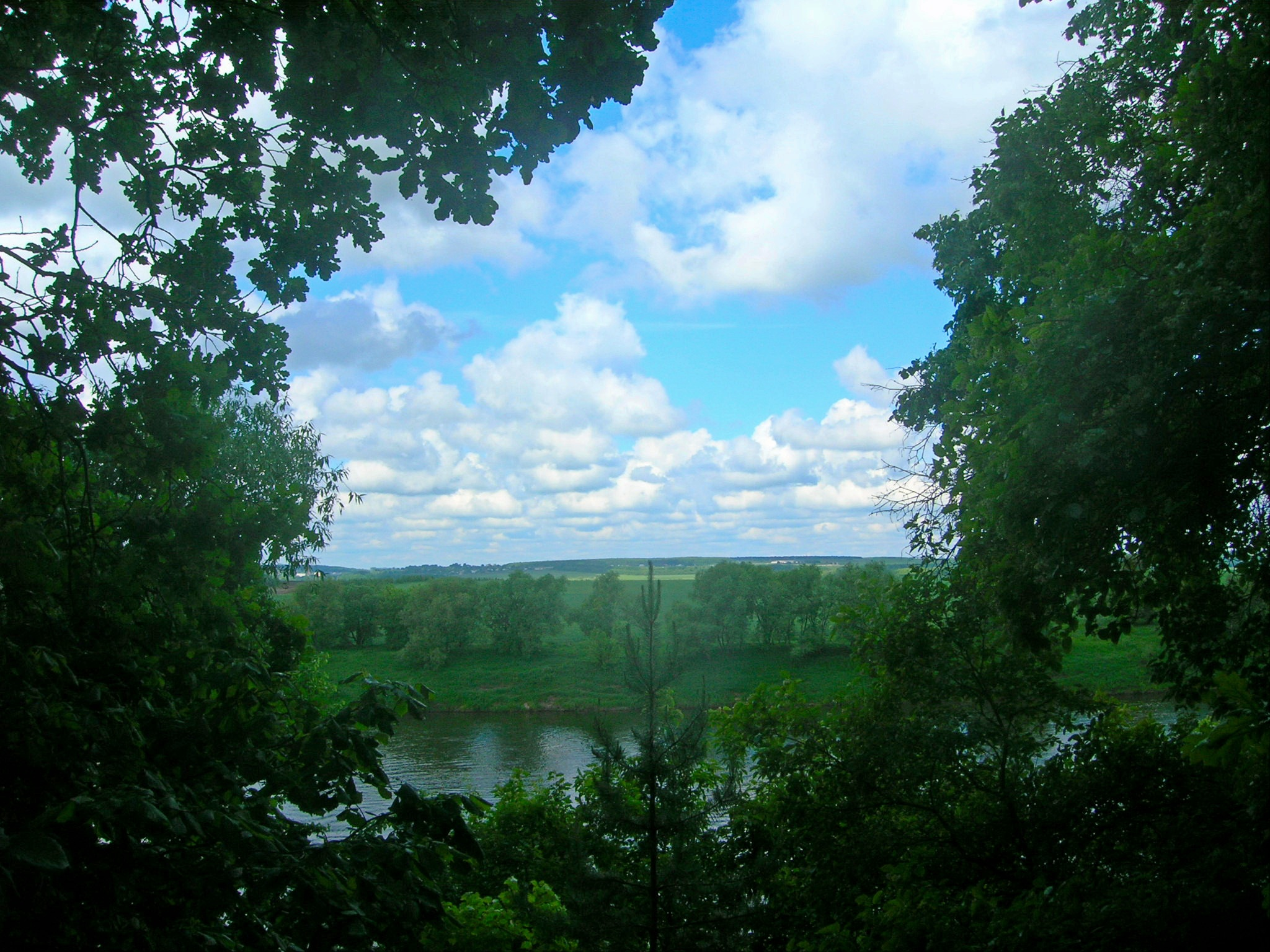
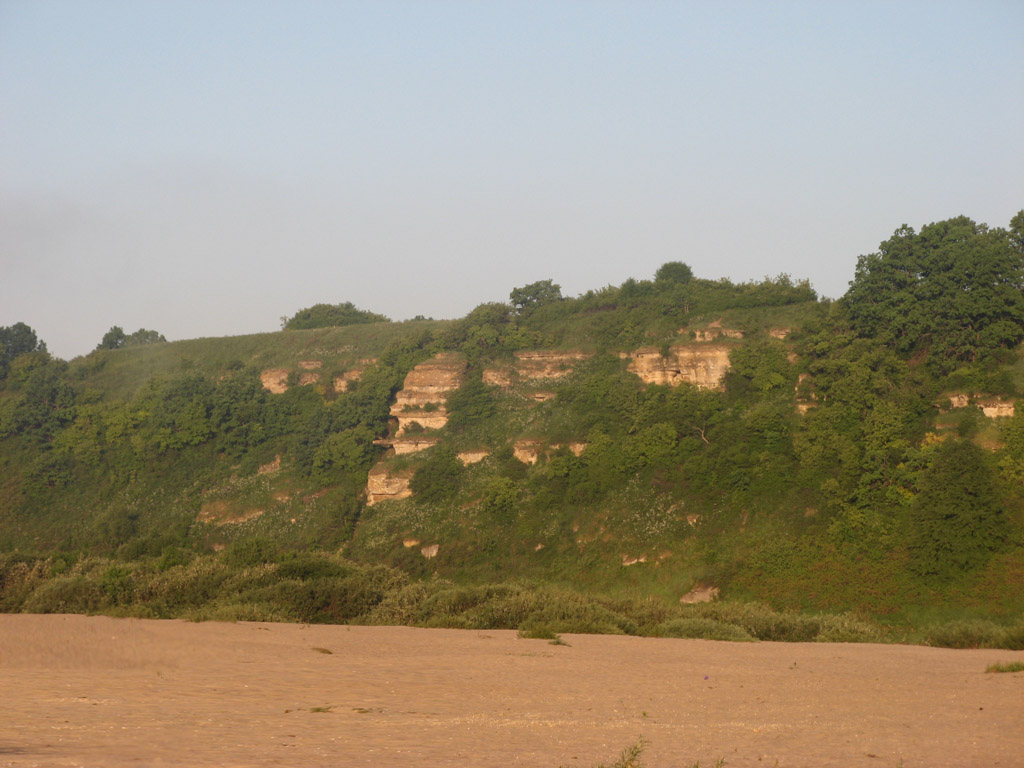
Заповедник «Галичья Гора»
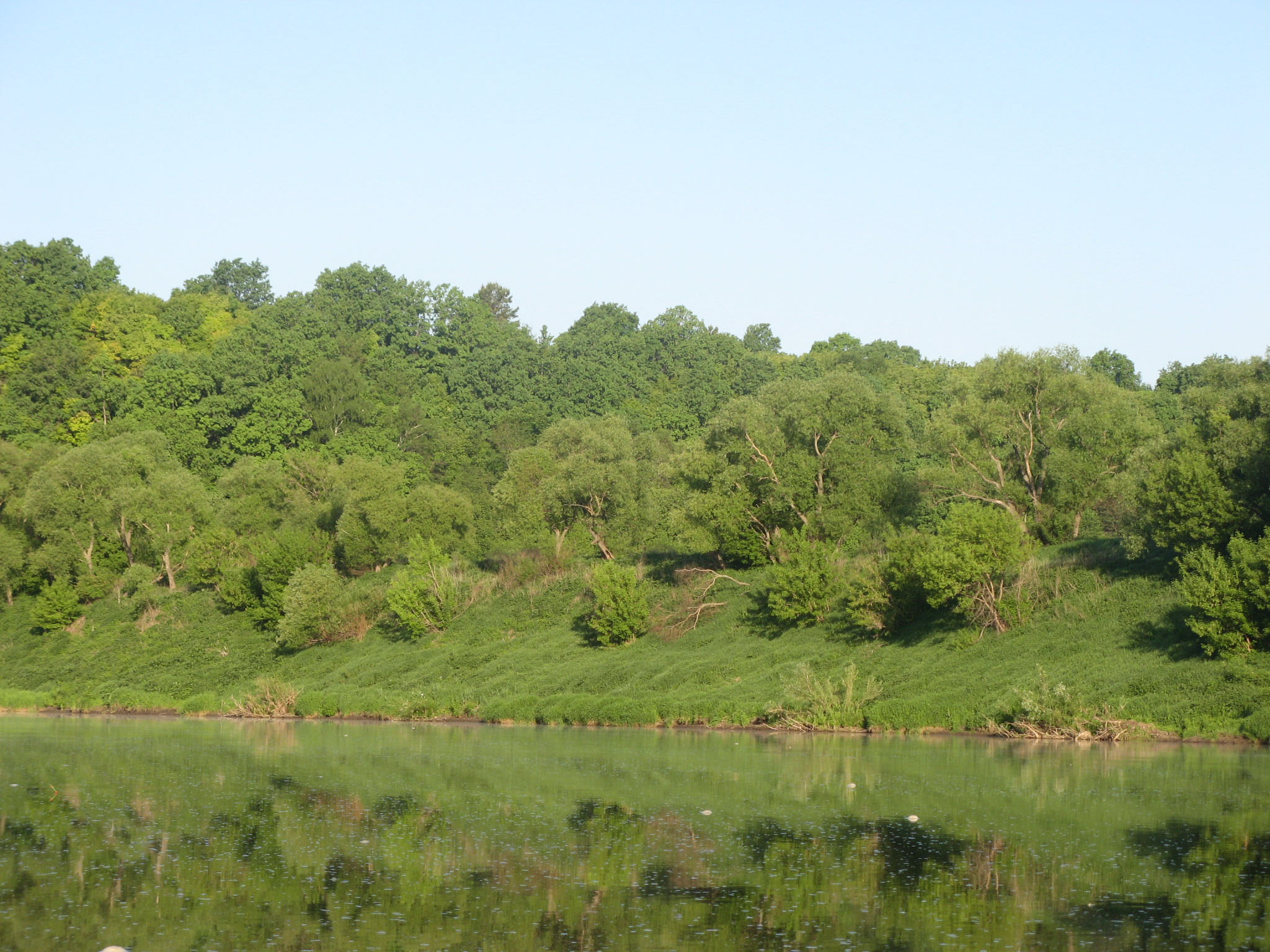
Заповедник «Галичья Гора»
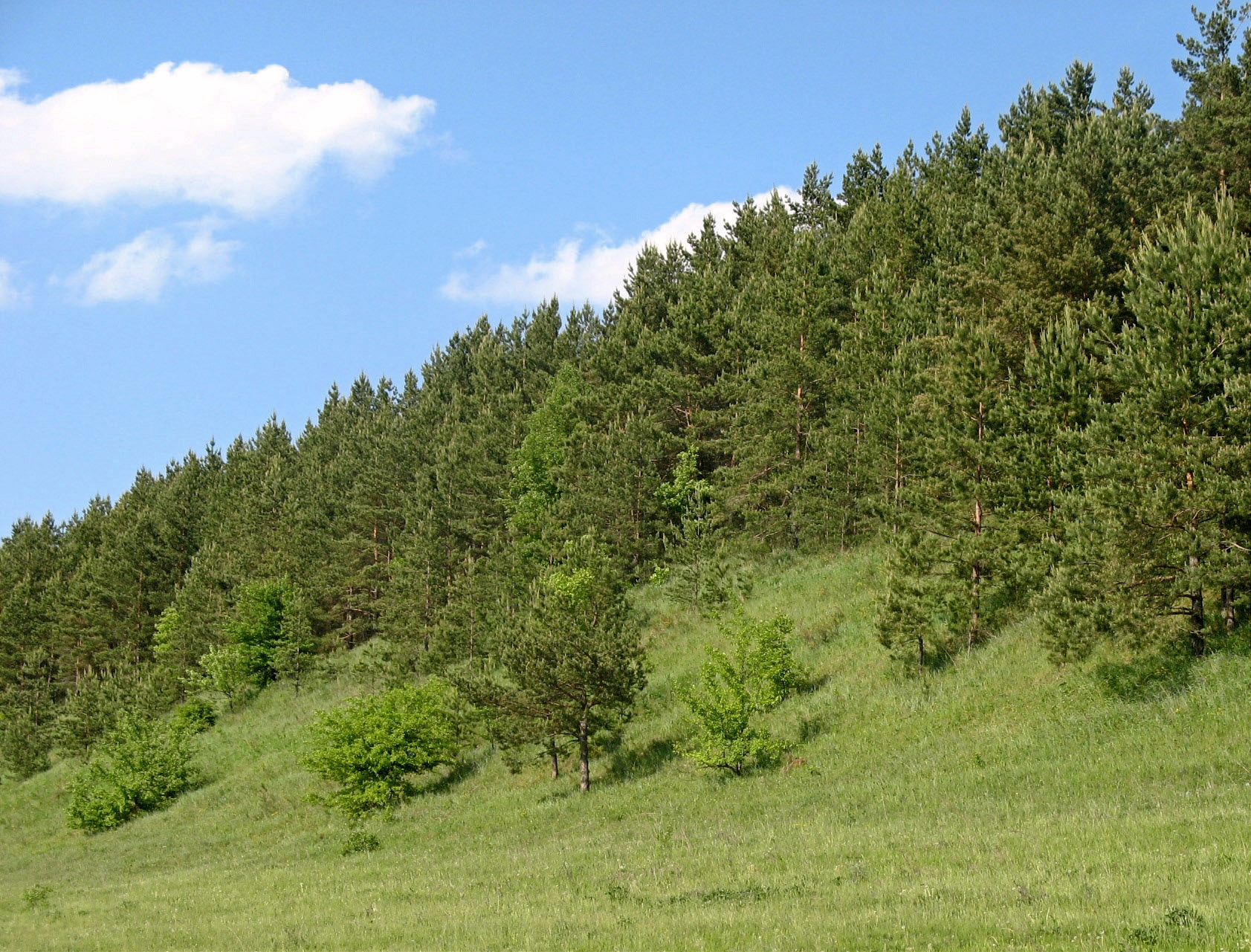
Лесной массив